# Mohammad Fozuli
Mohammad Fozuli (persiska: محمد فضولی), född 1483, död 1556, azerbajdzjansk poet, anses som en av de främsta bidragarna till den persisk-turkiska Divan-traditionen, skrev i själva verket sina verk på tre olika språk: persiska, arabiska och azerbajdzjanska. Även om hans turkiska verk är skrivna på azerbajdzjanska, var han väl beläst även i både de osmanska och tjagataiska litterära traditionerna.

## Biografi
Fozuli tros ha fötts omkring 1483 i nuvarande Irak, under den tid då området befann sig under Aq Qoyunlu-turkmenernas styre. Han föddes förmodligen i antingen Karbala eller Najaf, och hans familj var en del av bayatstammen, en av de turkisktalande oghuziska stammar som var besläktade med den osmanska Kayi-klanen, och som vid tillfället var utspridda i Mellanöstern, Anatolien och Kaukasus. Även om Fozulis förfäder hade varit av nomadstam hade ätten sedan länge bosatt sig i städer.
Fozuli verkar ha fått en god utbildning, först under sin far - som var en mufti i staden Hilla - och sedan under en lärare vid namn Rahmatollah. Det var under denna tid som han lärde sig persiska och arabiska utöver modersmålet, azerbajdzjanska. Fuzûlî visade en poetisk talang tidigt i livet, och komponerade i tjugoårsåldern den viktiga persiska kuplettsamlingen (masnavi) Bang o Bade (بنگ و باده;"Opium och vin"), där han jämförde den osmanske sultanen Beyazit II med opium och den persiske shahen Ismail I med vin, till den senares klara fördel.
En av de få saker som är kända om Fuzûlîs liv under denna tid är hur han kom att välja sin pseudonym. I förordet till sin samling av persiska dikter säger han: "I början, när jag precis hade börjat skriva poesi, bestämde jag mig med några dagars mellanrum för en viss pseudonym, bara för att ändra den efter några dagar till förmån för en annan, därför att någon annan dök upp som delade samma namn." Till slut fastnade han för det arabiska ordet fozuli, som bokstavligen betyder "oförskämd, opassande, onödig" - eftersom han "visste att ingen annan skulle vilja ha en sådan titel". Trots namnets nedsättande betydelse innefattar det en ordvits - det som i osmansk Divan-poesi kallas för tevriyye (توريه) - därför att, som Fozuli själv förklarade: "Jag var besatt av alla konster och vetenskaper och fann ett nom de plume som också implicerar denna betydelse, eftersom i ordboken anges att fozul (ﻓﻀﻮل) är pluralis av fazl (ﻓﻀﻞ; "lärdom") och har samma rytm som 'olum (ﻋﻠﻮم; "vetenskap") och fonun (ﻓﻨﻮن; "konster").
År 1534 erövrade den osmanske sultanen Süleyman I området kring Bagdad, där Fozuli bodde, från safavidernas rike. Fozuli fick nu möjligheten att bli hovpoet under det osmanska patronatsystemet, och han komponerade ett antal qasida, eller lovdikter, till sultanen och medlemmar av hans hov, och som ett resultat av detta fick han ett arvode. Men på grund av den invecklade osmanska byråkratin fick han aldrig ut detta arvode. I ett av sina mest kända verk, brevet Shekayatname (شکايت نامه; "Klagoskrift"), uttryckte Fuzûlî sitt motstånd mot denna byråkrati och den korruption som den medförde:
سلام وردم رشوت دگلدر ديو آلمادىلر
Selâm verdim rüşvet değildir deyü almadılar.
Jag hälsade, men de tog inte emot den då den inte var en muta.
Även om hans poesi blomstrade under hans tid bland osmanerna, betydde förlusten av arvodet att Fozuli aldrig fick någon ekonomisk trygghet. Faktum är att han tillbringade merparten av sitt liv med att ta hand om den shiitiska Imam Ali-moskén i Najaf, söder om Bagdad. Han dog under en pestepidemi år 1556 i Karbala, antingen av pesten i sig eller av kolera.

## Verk
Fozuli har alltid varit främst känd som en kärlekens poet. Detta verkar även ha varit en beteckning som han själv höll med om:
مندن فضولی ايستمه اشعار مدح و ذم
من عاشقام هميشه سوزم عاشقانه در
Menden Fozuli isteme eş'âr-ı medh ü zem 
Men âşıkam hemîşe sözüm âşıkânedür
Be aldrig Fozuli om lov- eller smädedikter
Jag är en älskare och talar endast om kärlek
Fozulis uppfattning om kärlek har dock mer gemensamt med sufismens idé om kärlek som en manifestering av Guds essens - även om Fozuli själv inte verkar ha tillhört någon särskild sufiorden - än med den västerländska idén om romantisk kärlek. Detta kan ses i de följande raderna från en annan dikt:
عاشق ايمش هر ن وار ﻋﺎﻝﻢ
ﻋلم بر قيل و قال ايمش آنجق
'Aşk imiş her ne var ‘âlem
‘İlm bir kîl ü kâl imiş ancak
Allt som finns i världen är kärlek
Och kunskap är blott skvaller
Särskilt den första av raderna refererar till idén om wahdat al-wujud (وحدة الوجود), eller varats enhet, som först formulerades av Ibn 'Arabi och som säger att det enda som existerar är olika manifesteringar av Gud. Här använder Fozuli ordet "kärlek" (عاشق eshq) snarare än "Gud", men effekten är densamma.
Bland Fozulis verk står hans mest utförliga behandling av denna idé om kärlek att finna i den persiska långdikten Dastan-e Leyli o Majnun (داستان ليلى و مجنون), en masnavi som behandlar den klassiska kärlekshistorien om Leila och Majnun, känd i hela Mellanöstern. I sin version av berättelsen koncentrerar sig Fozuli på den galne älskaren Majnuns smärta när han skiljs från sin älskade Leila, och betraktar denna smärta som kärlekens essens:
یا رب بلا عاشق ايله قيل آشنا منى
بر دم بلا عاشقدن ايتمه جدا منى
آز ايلمه عنایتونى اهل دردن
يعنى كه چوح بلالره قيل مبتلا منى
Yâ Rab belâ-yı ‘aşk ile kıl âşinâ meni
Bir dem belâ-yı ‘aşkdan etme cüdâ meni
Az eyleme ‘inâyetüni ehl-i derdden
Ya‘ni ki çoh belâlara kıl mübtelâ meni
Åh Gud, låt mig känna kärlekens smärta
Skilj mig inte från den, ens för ett ögonblick
Tag ej ditt bistånd från de drabbade
Gör hellre kärlekskranke jag till en ibland dem
I Fozulis verk ligger kärlekens slutliga värde i att den hjälper en att närma sig "det Verkliga" (al-Haqq, الحق), som är ett av de 99 namnen för Gud i den islamiska traditionen.